# マーシャル諸島

マーシャル諸島共和国
Aolepān Aorōkin M̧ajeļ（マーシャル語）
Republic of the Marshall Islands（英語）

国の標語：Jepilpilin Ke Ejukaan
（マーシャル語: 共同の努力による達成）
国歌：Forever Marshall Islands（英語）
マーシャル諸島よ永久に

マーシャル諸島共和国（マーシャルしょとうきょうわこく）、通称マーシャル諸島は、太平洋上に浮かぶ島国で、ミニ国家の一つ。島々を構成する多くが環礁で「真珠の首飾り」とも呼ばれるマーシャル諸島全域を領土とする。ミクロネシア連邦の東、キリバスの北に位置する。

## 概要
29のサンゴ礁と5つの島で構成されており、東のラタクと西のラリクの2つの列島に分かれている。領土の約98%は水であり、主権国家の中で土地に対する水の割合が最も大きい。北にウェーク島、南東にキリバス、南にナウル、西にミクロネシア連邦が位置する。首都で最大の都市はマジュロで、国の人口の約半分が住んでいる。
国民の大多数はマーシャル系であるが、米国、中国、フィリピン、その他の太平洋の島々からの移民も少数いる。公用語はマーシャル語と英語の2つである。
島々の平均海抜は2～3メートル。首都マジュロのあるマジュロ環礁は64の島で構成され、デラップ、ウリガ、リタの3島が道路で結ばれており、政治、経済の中心になっている
日本からマジュロへ行くには、グアムでユナイテッド航空のアイランド・ホッピング便（アイランドホッパー）を利用する。日本国籍を有する場合、有効期限内のパスポート（有効期限6ヶ月以上）と復路の航空券を所持していれば、空港到着時に無料で30日有効の観光ビザが発給される。

## 国名
正式名称はマーシャル語で Aolepān Aorōkin M̧ajeļ、通称 M̧ajeļ（マージェル）。英語で Republic of the Marshall Islands、通称 Marshall Islands（マーシャル・アイランズ）。日本語での正式名称はマーシャル諸島共和国、通称マーシャル諸島。日本の委任統治時代はマーシャル群島と呼称していたが、現在では歴史的な用語となった。
国名のマーシャルは、この辺りの海域を調査したジョン・マーシャルの名に由来する。1788年、イギリス東インド会社は、オーストラリアのニューサウスウェールズに寄港していたスカーボロー号とシャーロット号に、茶の輸送のために広東への回航を指示すると共に、その航路周辺海域の調査を依頼した。この時に両船が調査したのが、現在のマーシャル諸島とその南に位置するギルバート諸島であった。

### 国旗
地色の青は太平洋の海の色を表し、オレンジは勇気を、白は平和を象徴している。光の数は24で、国を構成する自治体の数を示している。
左上で強い光は太陽。右肩に向かって広がっていく印象的なオレンジと白の斜めの帯は、この国を構成する2つの列島の発展を表している。4本の長い光は十字架を表し、キリスト教国であることを示している。

## 歴史

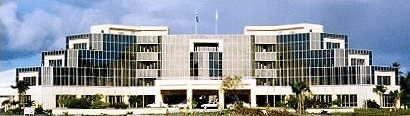
マーシャル諸島共和国議事堂

- 1528年 - スペイン人サーベドラが発見し、スペインがその領有を宣言した。
- 17世紀にスペインが領有を宣言。しかしそのまま放置。
- 1885年 - ドイツが保護領とする（独領ミクロネシア、ドイツ植民地帝国）。ココヤシ栽培、コプラの生産が行われた。
- 1914年 - 第一次世界大戦において日本が占領。
- 1919年 - 国際連盟からの委任で日本の委任統治領（外地）となる。
- 1920年 - 国際連盟が日本の委任統治領として承認。
- 1944年 - 太平洋戦争のギルバート・マーシャル諸島の戦いにおいてアメリカ軍が占領。
- 1947年 - 国際連合がアメリカ合衆国の信託統治領（太平洋諸島信託統治領）として承認。
- 1954年 - ビキニ環礁において水爆実験（キャッスル作戦）実施。（第五福竜丸事件が発生）
- 1958年 - アメリカ合衆国が1946年から計67回の核実験を実施。
- 1979年 - 憲法を制定し、自治政府が発足。アマタ・カブアが政権を握る。
- 1982年 - アメリカと自由連合盟約（コンパクト）を結び、信託統治領から脱却した。
- 1986年 - アメリカとの自由連合盟約国として独立。
- 1990年 - 信託統治が終了。
- 1991年 - 国際連合に加盟。国際社会で独立国家として承認された。ただし、コンパクトに抵触しない範囲でしか外交権を行使できないという制限が加えられている。
- 2004年 - 改訂コンパクト発効。
- 2008年 - 国際オリンピック委員会に加盟。北京オリンピックでオリンピック初出場。
- 2020年 - 新型コロナウイルス感染症の世界的流行を受けて渡航制限措置が講じられた[3]。
- 2021年 - 他のミクロネシア圏の4カ国とともに太平洋諸島フォーラムからの離脱を表明[4](関係改善により後に離脱を撤回[5])。

## 政治
国家元首は、行政府の長でもある大統領。議会において、議員の中から選出される。任期は4年。大統領は、議会の議員の中から閣僚を指名する。議会のことをマーシャル語でニティジェラという。
議会は一院制で33議席。国民の選挙によって選出。任期は4年。
大統領は、大酋長出身のアマタ・カブアが1979年の自治政府発足以来、長期に渡って務めたが1996年に死去した。現在は2024年1月に就任したヒルダ・ハイネ。
中華民国（台湾）と国交を樹立している。

## 地理

### 気候
熱帯雨林気候（Af）で、年中高温多雨。降水量・気温の年変化は少ない。

### 地域区分
マーシャル諸島共和国は24の地区に分かれる。
なお、クェゼリン島に限り、アメリカ軍管轄の駐留部隊の基地があるのみで一般人の入域はできない。
また、マーシャル諸島共和国はウェーク島の領有を主張しているが、100年以上もアメリカの実効支配下にあり、賛同する国は少ない。
ラタック列島（Ratak Chain）
- ボカック環礁（Bokak Atoll）
- ビカール環礁（Bikar Atoll）
- ウチリック環礁（Utirik Atoll）- 435人
- タカ環礁（Taka Atoll）
- メジット島（Mejit Island）- 348人
- アイルック環礁（Ailuk Atoll）- 339人
- ジェモ島（Jemo Island）
- リキエップ環礁（Likiep Atoll）- 401人
- ウォッジェ環礁（Wotje Atoll）-　859人
- エリカブ環礁（Erikub Atoll）
- マロエラップ環礁（Maloelap Atoll）- 682人
- オール環礁（Aur Atoll）- 499人
- マジュロ環礁（Majuro、首都）- 27797人
- アルノ環礁（Arno Atoll）- 1794人
- ミリ環礁（Mili Atoll）- 738人
- ノックス環礁（Knox Atoll）

ラリック列島（Ralik Chain）
- エニウェトク環礁（Enewetak Atoll)- 664人
- ウジェラング環礁（Ujelang Atoll）
- ビキニ環礁（Bikini Atoll）
- ロンゲリック環礁（Rongerik Atoll）
- ロンゲラップ環礁（Rongelap Atoll）- 79人
- アイリンギナ環礁（Ailinginae Atoll）
- オトー環礁（Wotho Atoll）- 97人
- ウジャエ環礁（Ujae Atoll）- 364人
- ラエー環礁（Lae Atoll）- 347人
- クェゼリン環礁（Kwajalein Atoll）- 13500人
- リブ島（Lib Island）- 155人
- ナムー環礁（Namu Atoll）- 780人
- ジャボット島（Jabwot Island）- 84人
- アイリングラップ環礁（Ailinglaplap Atoll）- 1729人
- ジャルート環礁（Jaluit Atoll）
- キリ島（Kili Island）- 548人
- ナモリック環礁（Namorik Atoll）- 508人
- エボン環礁（Ebon Atoll）- 706人

## 経済

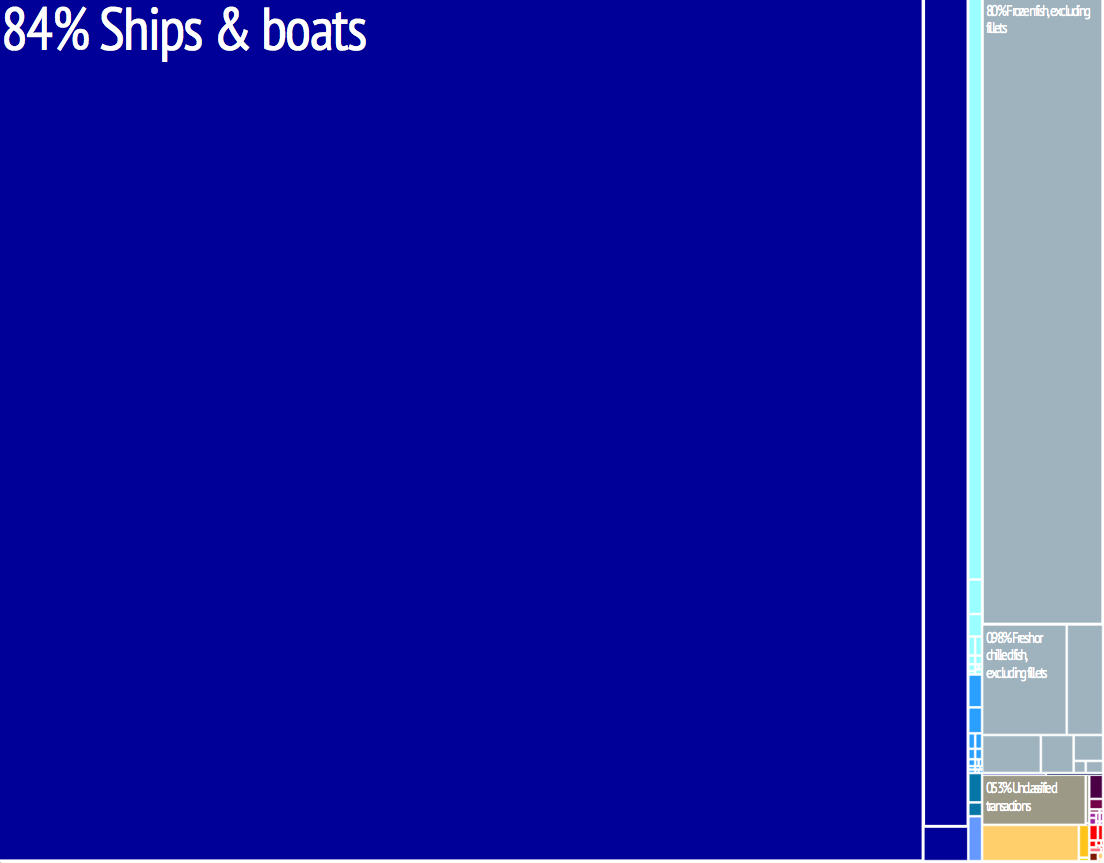
色と面積で示したマーシャル諸島の輸出品目

貨幣経済と伝統的自給経済が混在している。国際通貨基金 (IMF) と世界銀行に加盟している。主要な輸出品目はコプラと魚介類だが赤字が続いている。
アメリカ合衆国からの援助に続き経済基盤の整備と外国資本の導入と漁業・観光業の振興を促進している。
便宜置籍船を誘致しているタックス・ヘイヴンのひとつであり、世界有数の船籍国の一つである。

### 情報・通信
マーシャル諸島の主要放送局はCPNがあり、ほかに在マーシャル諸島米軍から放送されている米軍放送も受信できる。インターネットにおいてはCabinet Office of the Marshall Islands（マーシャル諸島内閣府）というプロバイダが主流である。
新聞はマーシャル・ジャーナルなどがある。

### 交通
首都マジュロにマジュロ・マーシャル国際空港があり、グアム、ホノルルなどと結ぶ。

## 国民
住民はミクロネシア系のカロリニアンである。
アーカンソー州のスプリングデール (アーカンソー州)に5千人が移住した。
言語はマーシャル語と英語が公用語。少数ではあるが日本の委任統治領であった関係から高齢者を中心に日本語を理解する者もいる。

### 宗教
宗教は長年の欧米統治の影響もあり、ほとんどがキリスト教のプロテスタントである。2021年9月の国勢調査では、人口の約96.2%がマーシャル諸島のキリスト教14宗派のいずれかを自認していた。信者数が1,000人を超える宗派には、マーシャル諸島キリスト教会（47.9％）、アッセンブリーズ・オブ・ゴッド（14.1％）、カトリック教会（9.3％）、末日聖徒イエス・キリスト教会が含まれる。聖人(5.7%)、マーシャル諸島純福音教会 (5%)、ブコット ナン ジーザス (3%)。残りの宗派には主にプロテスタント教会とエホバの証人が含まれている。回答者の2.7%にあたる1,128人が、国勢調査用紙に記載された14宗派のいずれか以外の宗教に属していると特定した。回答者の1.1%にあたる444人が無宗教であると主張した。マジュロにはバハーイー教のコミュニティとイスラム教徒のコミュニティもある。この国唯一のモスクはアフマディー運動に協力している。

## 文化

### スポーツ
マーシャル諸島ではサッカーが最も人気のスポーツとなっており、マーシャル諸島サッカー連盟によってサッカーマーシャル諸島代表が組織されている。FIFAには未加盟であるため、FIFAワールドカップに参加する事はできない。

### 祝祭日
| 日付          | 日本語表記           | 現地語表記                     | 備考                                                   |
| ------------- | -------------------- | ------------------------------ | ------------------------------------------------------ |
| 1月1日        | 元日                 | New Years Day                  |                                                        |
| 3月1日        | 核被害者追悼日       | Nuclear Victims' Day           | キャッスル・ブラボー核実験で被曝した被害者を追悼する日 |
| 5月1日        | 憲法記念日           | Constitution Day               |                                                        |
| 7月第1金曜日  | フィッシャーズ・デイ | Fisherman's Day                | スポーツフィッシングのトーナメント大会開催             |
| 9月第1金曜日  | 労働者の日           | Rijerbal Day (Worker's Day)    |                                                        |
| 9月最終金曜日 | 文化の日             | Manit Day (Customs Day)        |                                                        |
| 11月17日      | 大統領の日           | President's Day                |                                                        |
| 11月第3木曜日 | 感謝祭               | Kamolol Day (Thanksgiving Day) |                                                        |
| 12月第1金曜日 | ゴスペル・デイ       | Gospel Day                     |                                                        |
| 12月25日      | クリスマス           | Christmas Day                  |                                                        |

### 教育
歴史的には、マーシャル諸島の人々は英語による教育を受けてきたが、現在ではマーシャル語による教育を受けている。
マーシャル諸島では、マーシャル諸島大学と南太平洋大学の2 つの高等教育機関がある。